# Oxycera galeata
Oxycera galeata är en tvåvingeart som först beskrevs av Lindner 1975.  Oxycera galeata ingår i släktet Oxycera och familjen vapenflugor. Inga underarter finns listade i Catalogue of Life.